# Râul Sălișta
Râul Sălișta este un curs de apă, afluent al râului Suceava. 